# ZZ Top
ZZ Top (phát âm là "zee zee top") là một ban nhạc rock người Mỹ xuất thân từ Houston, Texas, thành lập vào năm 1969. Đội hình của ban gồm có thành viên sáng lập Billy Gibbons (guitar, hát chính), Dusty Hill (bass, hát) và Frank Beard (trống, bộ gõ). Với gốc rễ đầu tiên là blues, phong cách của ZZ Top đã phát triển xuyên suốt sự nghiệp, với nền âm thanh đặc trưng dựa trên lối chơi guitar kiểu blues của Gibbons và lối chơi rhythm của Hill và Beard. Phần lời ca của nhóm thường điểm xuyết bằng ngụ ý đến tình dục, chú trọng vào gốc rễ và khiếu hài hước Texas của họ. Không chỉ nổi tiếng bởi những buổi diễn nhạc sống giàu năng lượng, ban còn đứng ra tổ chức một số chuyến lưu diễn tầm cỡ.
ZZ Top ra đời sau khi ban nhạc cũ của Gibbons là Moving Sidewalks tan rã. Trong một năm, ban ký hợp đồng với London Records và cho phát hành album đầu tay có tựa ZZ Top's First Album (1971). Những sản phẩm của ban sau đó như album đầu tiên lọt vào top 10 Tres Hombres (1973) cùng các đĩa đơn "La Grange" và "Tush" đã được phát sóng với tần suất lớn trên radio. Đên giữa thập niên 1970, nhóm trở nên nổi tiếng tại Bắc Mỹ với những màn trình diễn nhạc sống, nổi bật là những buổi diễn nằm trong chặng Worldwide Texas Tour từ năm 1976 đến 1977, biến họ thành những ngôi sao tầm cỡ quốc gia và giúp họ gặt hái thành công trên cả phương diện chuyên môn lẫn thương mại.
ZZ Top đã phát hành 15 album phòng thu và tiêu thụ ước tính 50 triệu album trên toàn thế giới. Band đã 3 lần thắng giải Video âm nhạc của MTV và vào năm 2004, họ được tiến cử vào Đại sảnh Danh vọng Rock and Roll. Tạp chí Rolling Stone đã liệt Gibbons ở hạng 32 trong danh sách "100 cầm thủ guitar xuất sắc nhất mọi thời đại" của ấn phẩm này. Xuyên suốt sự nghiệp, dù với tư cách tập thể hay cá nhân riêng lẻ, họ vẫn ủng hộ và hỗ trợ cho các chiến dịch và tổ chức từ thiện như Childline, Bệnh viện nghiên cứu thiếu nhi St. Jude và gây quỹ cho Bảo tàng Delta Blues.
Ngày 28 tháng 7 năm 2021, Billy Gibbons & Frank Beard đã thông báo trên trang Facebook cá nhân, rằng tay bas Dusty Hill đã qua đời trong giấc ngủ ở tuổi 72.

## Thành viên
| Đội hình hiện tại - Billy Gibbons – guitar, hát chính và đệm, harmonica (1969–nay) - Frank Beard – trống, bộ gõ, hát đệm (1969–nay) Đội lưu diễn dự bị - John Douglas – trống, bộ gõ (2002) Khách mời thu nháp - Pete Tickle – guitar acoustic trong "Mushmouth Shoutin'" từ Rio Grande Mud (1971) - Terry Manning – synthesizer, trống máy trong Eliminator (1982) - James Harman – harmonica trong "What's Up with That" từ Rhythmeen (1996); Mescalero (2002); La Futura (2012) - Marimbas de Chiapas – marimba trong Mescalero (2002) - Dan Dugmore – pedal steel guitar trong Mescalero (2002) - Joe Hardy – piano, Hammond B3 organ trong La Futura (2012) - Dave Sardy – piano, Hammond B3 organ trong La Futura (2012) | Thành viên cũ - Lanier Greig – bass, organ Hammond (1969) - Dan Mitchell – trống (1969) - Billy Ethridge – bass (1969) - Dusty Hill – bass, hát đệm và chính, keyboard (1969–2021) Khách mời lưu diễn - Jeff Beck – guitar trong bài "Hey Mr. Millionaire" từ XXX (1999) |

## Danh sách đĩa nhạc
Album phòng thu
- ZZ Top's First Album (1971)
- Rio Grande Mud (1972)
- Tres Hombres (1973)
- Fandango! (1975)
- Tejas (1976)
- Degüello (1979)
- El Loco (1981)
- Eliminator (1983)
- Afterburner (1985)
- Recycler (1990)
- Antenna (1994)
- Rhythmeen (1996)
- XXX (1999)
- Mescalero (2003)
- La Futura (2012)